# Houda Nonoo
Houda Ezra Ebrahim Nonoo (árabe: هدى عزرا نونو; Manama, 7 de septiembre de 1964) sirvió como embajadora de Baréin ante los Estados Unidos de 2008 a 2013. Fue nombrada embajadora por decreto del ministro de asuntos exteriores Khaled Ben Ahmad Al-Khalifa. Nonoo es la primera judía, y tercera mujer en ser designada embajadora de Baréin. Es también la primera embajadora judía de cualquier país árabe, y la primera mujer bareiní en ser embajadora ante los Estados Unidos.

## Biografía
Nonoo nació en Manama, en una familia de empresarios judíos que arribaron hace unos 150 años de Irak. Nonoo vivió durante largo tiempo en el Reino Unido, donde estudió en el Carmel College, un internado judío. Obtuvo un BA en contabilidad de la Universidad Guildhall de Londres y un MBA de la Universidad Internacional de Europa en Watford. Allá, conoció y se casó con Salman Idafar, un judío británico, con quien ha tenido dos hijos; Menashe y Ezra.
Luego de que su padre falleciera en un accidente automovilístico, regresó a su país ocupándose para dirigir la Basma Company, una compañía que ofrece diferentes servicios de oficina, desde TI a mantenimiento, convirtiéndose en una mujer de negocios exitosa al expandir el negocio de la familia que había heredado.
Anteriormente a su designación como diputada al Majlis al-shura (cámara alta del parlamento de Baréin) en 2005, fundó en 2004 y presidió Bahrain Human Rights Watch Society, una sociedad dedicada a lograr el avance de los derechos de las mujeres y de trabajadores extranjeros en Baréin. Luego de tres años en el Majlis al-shura, fue designada embajadora por el rey Hamad ibn Isa Al Khalifah. Su nombramiento llenó muchos titulares debido a que Houda es parte de la pequeña comunidad judía de Baréin. La comunidad judía de Baréin consiste en justo treinta y siete personas, la mayoría de los cuales descienden de inmigrantes de Irak e Irán. Curiosamente, Nonoo no es la primera persona en su familia en hacer carrera política en Baréin. En 1934, su abuelo, Abraham Nonoo, sirvió como miembro de la municipalidad de Manama, el primer cuerpo municipal electo en la historia de Baréin.  En 2000, su primo Ebrahim Daoud Nonoo fue designado miembro del parlamento. La familia Nonoo es originaria de Irak, habiendo arribado a Baréin hace más de un siglo.

## Designación como embajadora ante los Estados Unidos
El 3 de julio de 2008, Nonoo fue designada Embajadora del Reino de Baréin en los Estados Unidos, una función que también incluye responsabilidades diplomáticas con Canadá, México, Brasil y Argentina. Algunos medios de comunicación locales criticaron su designación y Radio Canada informó que su nombramiento era polémico dentro de Baréin, con algunos sugiriendo que un judío no podía ser una buena elección para defender la negativa de Baréin a reconocer Israel. Al-Khalifa rechazó estas preocupaciones.
Durante su período como embajadora, hizo unos cuantos cambios operativos en la embajada, desde cambiar las reuniones de iftar de unos encuentros donde sólo los hombres podían asistir, a eventos con participación de ambos géneros, con conferencias sobre el Islam y también introdujo encuentros multirreligiosos con imames, rabinos y miembros del clero cristiano local como invitados.
Su función acabó en noviembre de 2013, cuándo fue reemplazada por Shaikh Abdullah Bin Mohammad Bin Rashed Al Khalifa, quien era hasta entonces el agregado militar de Baréin en Washington.